# Fémzene
A Fémzene album az újjáalakult Ossian zenekar 1999-ben megjelent első, összességében nyolcadik nagylemeze. Az 1994-es feloszlást megelőző utolsó stúdióalbumokat jellemző hard rock dalok után a Paksi Endre énekes vezette új felállású Ossian ezen az anyagon visszakanyarodott az első lemezek tradicionális heavy metal hangzásához.
A Fémzene album a gitáros Cserfalvi "Töfi" Zoltán stúdiójában készült Szolnokon. A pokolnál hangosabb c. dalhoz pedig videóklipet forgattak. Ez utóbbi lett az album legnagyobb slágere.
Az album eredetileg CD-n (HMRCD003) és kazettán (HMRMC003) jelent meg, 2010-ben pedig egy bónuszokkal kiegészített CD kiadás is napvilágot látott, változatlan katalógusszámmal.

## Dalok
1. Intro (Menni vagy meghalni) – 1:22
2. Szemben az árral – 3:44
3. Amikor még – 3:46
4. Divatember – 3:47
5. Csak fémzene – 4:37
6. Egyek vagyunk – 4:36
7. A pokolnál hangosabb – 3:30
8. Másik világ – 4:44
9. Zsoldos – 4:13
10. Védd magad – 3:40
11. Mindörökre – 5:36
12. Most mi jövünk – 3:05
13. Az utolsó lázadó – 3:55
14. Szenvedély II. – 4:12
15. Másnapos dal – 2:52

## Zenekar
- Paksi Endre – ének, vokál
- Rubcsics Richárd – gitár, basszusgitár
- Cserfalvi "Töfi" Zoltán – gitár, basszusgitár
- Hornyák Péter – dobok
- Jakab Viktor – basszusgitár

## Külső hivatkozások
- Az Ossian együttes hivatalos honlapja